# Pfarrhaus Kirchplatz 3
Das Pfarrhaus Kirchplatz 3 in Bruchhausen-Vilsen neben der  St. Cyriakus-Kirche stammt aus dem 19. Jahrhundert. Es wird heute (2022) auch als Pfarramt der Gemeinden Bruchhausen und Vilsen genutzt.
Das Gebäude steht unter Denkmalschutz (siehe auch Liste der Baudenkmale in Bruchhausen-Vilsen).

## Geschichte
Das eingeschossige verklinkerte historisierende Gebäude in Kreuzform mit dem zweigeschossigen Giebelrisalit, dem hohen Sockelgeschoss, den Dach- und Mittelgesimsen aus Klinkersteinen und den Satteldächern wurde gegen Ende des 19. Jahrhunderts im Stil der Gründerzeit als Pfarrhaus der evangelisch-lutherischen St. Cyriakus-Kirchengemeinde gebaut. Es wurde später bis 2022 auch als Gemeinde- und Friedhofsbüro Vilsen genutzt.